# LliureX
LliureX és una distribució de Linux iniciada el 2003 per la Conselleria d'Educació, Investigació, Cultura i Esport de la Generalitat Valenciana dins d'un projecte que té com a objectiu principal la introducció de les noves tecnologies de la informació i la comunicació basades en programari lliure en el sistema educatiu del País Valencià.
Basada inicialment en Debian, a partir de la versió 7.09 es basa en Ubuntu.

## Adaptacions
- LliureX Biblioteca: Adaptació de LliureX per a les biblioteques dels centres educatius que incorpora l'aplicación PMB per a la gestió i control de biblioteques. Actualment (versió 15.05) l'aplicació per a la gestió de biblioteca s'integra dins de la versió servidor i no és una adaptació a banda.
- LliureX Escriptori: adaptació genèrica, per a equips independents.
- LliureX Infantil: adaptació per als nivells educatius d'Infantil i primers cursos de Primària.
- LliureX Lite: adaptació de LliureX per a ordinadors amb requeriments de maquinari menors. Actualment donat el rendiment de les màquines i el poc estalvi de recursos que representa el canvi d'entorn d'escriptori esta versió ja no existeix.
- LliureX Pime/FP: adaptació per a l'ús en els cicles formatius de les famílies d'Administració i Gestió i de Comerç i Màrqueting. Inclou una selecció d'aplicacions adaptades a l'entorn empresarial com integració a entorns Active Directory.
- LliureX Model de Centre: adaptació amb versió per a servidors i clients, permet formar una xarxa independent que disposa d'un servidor a què es poden connectar clients. A més, permet la interconnexió de les diverses aules amb un servidor de centre replicant fitxers i usuaris.
- LliureX Música/Multimedia: adaptació per als equips multimèdia, amb necessitats de programari específic, d'àudio, vídeo i multimèdia.
- LliureX USB: adaptació específica de la distribució preparada per a executar-se des de dispositius USB de 4 GB. Esta versió també ha deixat d'estar disponible.
- LliuWin: Instal·la LliureX dins d'un fitxer dins d'una partició de Windows i, per tant, no requereix gravació de CD o particions dedicades, la instal·lació és una configuració d'arrencada dual idèntica a una instal·lació normal.[4]

## Llançaments
| Versió                                                                         | Nom      | Data de llançament     | Distribució base                     | Novetats |
| ------------------------------------------------------------------------------ | -------- | ---------------------- | ------------------------------------ | --- |
| 5.05                                                                           |          | 6 de maig de 2005      | Knoppix                              | Nova edició: - LliureX Escriptori |
| 5.09                                                                           |          | 26 de setembre de 2005 | Debian Sarge                         | Nova plataforma Model d'aula que es basa en la centalització dels serveis d'una aula informàtica utilitzant el model client-servidor. Nova edició: - LliureX Música |
| 5.09r1                                                                         |          | 2006                   | Debian Sarge                         | |
| 5.09r2                                                                         |          | 2007                   | Ubuntu                               | |
| 7.11                                                                           |          | 13 de desembre de 2007 | Edubuntu 7.04                        | |
| 8.09                                                                           |          | 23 de març de 2009     | Edubuntu 8.04                        | Nova aplicació LliureX Lab per a la plataforma Model d'aula, dissenyada per a l'aprenentatge d'idiomes que permet la difusió d'àudio i vídeo en una aula virtual. Noves edicions: - LliureX Servidor - LliureX Client d'aula - LliureX Client Lleuger - LliureX Biblioteca Edició eliminada: - LliureX Música |
| 9.09                                                                           |          | 8 d'octubre de 2009    | Ubuntu 9.04                          | Noves edicions: - LliureX Infantil - LliureX Música |
| 10.09                                                                          | Leia     | 17 d'octubre de 2010   | Ubuntu 10.04 LTS                     | Nova plataforma Model de centre que permet centalitzar als usuaris i serveis d'un centre i interconnectar diversos Servidors d'Aula (Model d'aula) amb un Servidor de Centre (Model de centre). Noves edicions: - LliureX Model de centre - LliureX Pime |
| 11.09                                                                          | Marty    | 20 de setembre de 2011 | Ubuntu 10.04 LTS                     | |
| 12.06                                                                          | Nemo     | 29 de juny de 2012     | Ubuntu 10.04 LTS                     | |
| 13.06                                                                          | Pandora  | 27 de juny de 2013     | Ubuntu 12.04 LTS                     | Novetats en LliureX 2013: - Edicions de 32 i 64 bits - Nova aplicació Dr. Valentín per a la recopilació dels fitxers de configuració i dels registres d'un equip - Nova aplicació RoboLliureX, un fork de RoboLinex un entorn de programació gràfic lliure per als robots Lego Mindstorms RCX. - LliureX Lleuger - canvi d'entorn d'escriptori de LXDE a XFCE - LliureX Model de centre / LliureX Model d'aula - es deixa d'utilitzar TCOS i s'utilitza LTSP - per al control de l'aula es deixa d'utilitzar TCOS i s'utilitza EPOPTES - per a la compartació de fitxers es deixa d'utilitzar NFS amb KERBEROS i s'utilitza SAMBA - ACL en la carpeta d'usuari - en els servidors la carpeta amb la rèplica de dades canvia de /net a /net/server-sync - carpetes per a grups - LliureX Biblioteca - el SIGB utilitzarà la versió 4 de PMB Nova edició: - LliureX Música professional |
| 14.06                                                                          | Platinum | 30 de juny de 2014     | Ubuntu 12.04 LTS                     | Novetats en LliureX 2014: - Nou laboratori d'idiomes basat en openfire - Nova aplicació Lliurex News per mostrar notificacions a l'escriptori. - Nou navegador de recursos per a Lliurex Infantil (Zac-browser) Nova edició: - LliureXberry: LTSP per a raspberry-pi |
| 15.05                                                                          | Trusty   | 04 de maig de 2015     | Ubuntu 14.04 LTS                     | Novetats en LliureX 2015: - Nou laboratori d'idiomes basat en openmeetings - Nova versió LliureX guard per filtrar els continguts web. - Nova eina de creació de recursos digitals interactius (Cloudbook). - Servidor d'impressió (Printa) Nova edició: - LliureXberry: LTSP per a raspberry-pi |
| 16                                                                             |          | 2017                   | Ubuntu 16.04                         | - Escriptori Mate cercant lleugeresa en el sistema, es va modernitzar l'aparença. - S'introdueixen aplicacions, algunes pròpies com LliureX-Store per a facilitar la instal·lació de programari. - Es varen centralitzar la majoria de serveis administratius en un únic punt l'AdminCenter. - Es facilita l'accés al Google Drive personal a través de lliurex-gdrive. |
| 19.07                                                                          |          | 2019                   | KDE neon, damunt d'Ubuntu 18.04 LTS. | Canvi a l'entorn d'escriptori KDE. Inicialment amb KDE Plasma 5.16.1 i KDE Applications 19.04.2. Versions: Escriptori, Servidor, Client, Infantil, Música o Pime. |
| 21                                                                             |          | 2021                   |                                      | Escriptori Plasma de KDE. Versions: Escriptori, Servidor, Client, FP, Infantil, Multimedia i Lliuwin. |
| Llegenda:Versió antigaVersió antiga, amb suportDarrera versióProper llançament |          |                        |                                      | |